# Nacionalismo georgiano

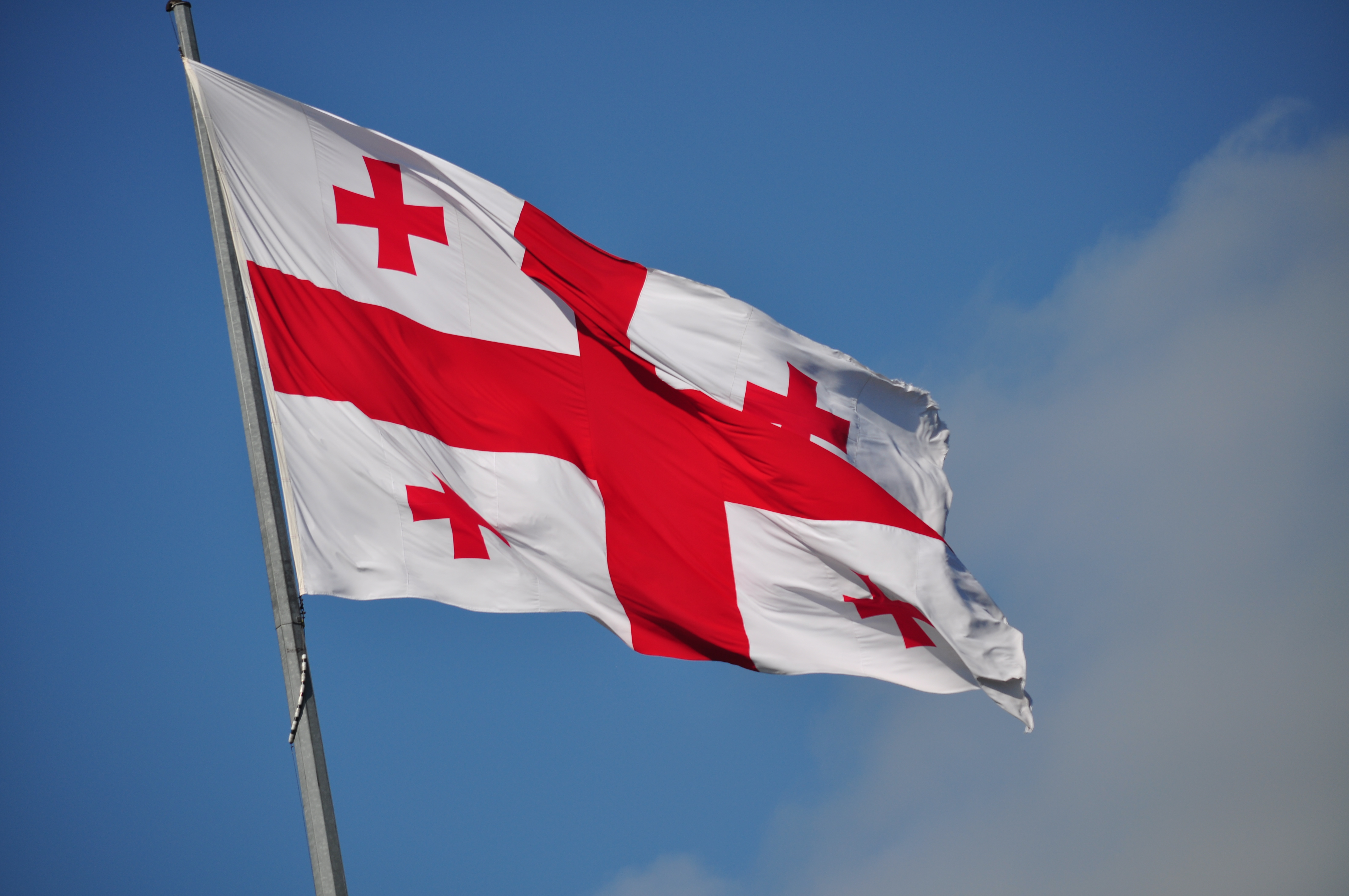
Bandera de Georgia.

El nacionalismo georgiano se remonta a mediados del siglo XIX, cuando la actual Georgia formaba parte del Imperio ruso. Pese a que se centró más en la cultura en los períodos imperial ruso y soviético, pasó por varias fases, evolucionando hacia un etnocentrismo radical a finales de los años 80 y principios de los años de la independencia postsoviética, y de una forma más inclusiva y cívica en el mediados de los noventa.

## Surgimiento

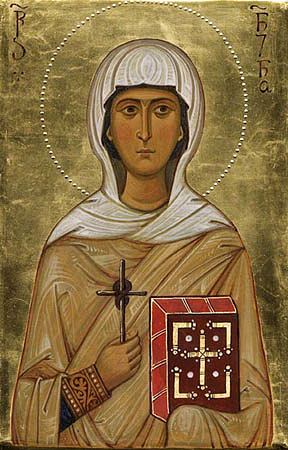
Santa Ninó, patrona de Georgia.

Primera bandera de Georgia usada entre 1991 y 2004 luego de su separación de la Unión Soviética, actualmente usada por algunos grupos nacionalistas georgianos.

El nacionalismo georgiano moderno surgió a mediados del siglo XIX como una reacción a la anexión rusa de las políticas georgianas fragmentadas, que puso fin a su precaria independencia, pero trajo a la unidad de los georgianos bajo una sola autoridad, la paz relativa y la estabilidad. Los primeros en inspirar el renacimiento nacional fueron los poetas aristocráticos, cuyos escritos románticos estaban imbuidos de lamentos patrióticos. Después de una serie de intentos infructuosos de revuelta, especialmente después del fallido intento de golpe de Estado de 1832, las elites georgianas se reconciliaron con el gobierno ruso, mientras que sus llamamientos para el despertar nacional se canalizaron a través de esfuerzos culturales. En la década de 1860, la nueva generación de intelectuales georgianos, educados en universidades rusas y expuestos a ideas europeas, promovieron la cultura nacional contra la asimilación del centro imperial. Liderados por literati como Ilia Chavchavadze, su programa alcanzó colores más nacionalistas a medida que la nobleza disminuía y el capitalismo progresaba, estimulado aún más por el gobierno de la burocracia rusa y el dominio económico y demográfico de la clase media armenia en la ciudad capital de Tbilisi. Chavchavadze y sus asociados pidieron la unidad de todos los georgianos y pusieron los intereses nacionales por encima de las divisiones de clase y provincias. Su visión no preveía una revuelta total por la independencia, sino que exigía autonomía dentro del Imperio ruso reformado, con mayor libertad cultural, promoción del idioma georgiano y apoyo a las instituciones educativas georgianas y la iglesia nacional, cuya independencia había sido suprimida por los gobiernos rusos.
A pesar de su defensa de la cultura étnica y los reclamos demográficos sobre el dominio ruso y armenio en los centros urbanos de Georgia, un programa de los primeros nacionalistas georgianos fue inclusivo y prefirió un enfoque no confrontacional a los problemas interétnicos. Algunos de ellos, como Niko Nikoladze, contemplaron la creación de una federación libre, descentralizada y autónoma de los pueblos caucásicos basada en el principio de la representación étnicamente proporcional.
La idea de federación caucásica dentro del estado ruso reformado también fue expresada por los ideólogos de la socialdemocracia georgiana, quienes llegaron a dominar el panorama político georgiano en los últimos años del siglo XIX. Inicialmente, los socialdemócratas georgianos se oponían al nacionalismo y lo consideraban una ideología rival, pero seguían siendo partidarios de la autodeterminación. En palabras del historiador Stephen F. Jones, "era el socialismo en colores georgianos, con la prioridad otorgada a la defensa de la cultura nacional". Los socialdemócratas georgianos eran muy activos en el movimiento socialista de toda Rusia y, después de su separación en 1905, la facción menchevique se adhirió a las ideas relativamente liberales de sus colegas de Europa occidental.